# 662
Évszázadok: 6. század – 7. század – 8. század
Évtizedek: 610-es évek – 620-as évek – 630-as évek – 640-es évek – 650-es évek – 660-as évek – 670-es évek – 680-as évek – 690-es évek – 700-as évek – 720-as évek
Évek: 657 – 658 – 659 – 660 –  661 – 662 – 663 – 664 – 665 – 666 – 667

## Események

### Európa
- A longobárd testvérkirályok közül Godepert hadat üzen fivérének, Perctaritnak. Godepert Grimoald beneventói hercegtől kér segítséget, aki azonban meggyilkoltatja őt és királynak kiáltja ki magát. Perctarit elmenekül, előbb az avarokhoz, majd a frankokhoz. Grimoald feleségül veszi Godepert nővérét, Theodotát; addigi hercegségét átadja elsőszülött fiának, Romualdnak.
- A frankok kihasználják a longobárd belháborút és betörnek Észak-Itáliába, de Grimoald megfutamítja őket.
- Az austrasiai nemesség saját uralkodót kér III. Clothar frank királytól, aki átadja az austrasiai trónt 9 éves öccsének, II. Childericnek.
- Æthelwold kelet-angliai király meggyőzi Swithhelm essexi uralkodót, hogy látogassa meg az udvarában és keresztelkedjék meg.
- Konstantinápolyban eretnekség vádjával bíróság elé állítják a hivatalos monothelétista irányzatot elutasító Hitvalló Maximosz teológust. A szerzetest bűnösnek találják, nyelvét és jobb kezét levágják és a Kaukázusba száműzik. Maximosz röviddel később meghal.
- II. Kónsztasz bizánci császár kivonul Konstantinápolyból, hogy Szicíliára költözzön. Útközben Thesszalonikénél legyőzi az ottani szlávokat, majd Athénban telel.

### Távol-Kelet
- Koreában kora tavasszal a kogurjóiak legyőzik a fővárosukat, Phenjant ostromló kínaiakat; Szu Ting-fang hadvezér kénytelen visszavonulni.
- A kínaiak nagy vérfürdővel levetik vazallusuk, a nomád tielö nép lázadását.
- Tendzsi japán császár kiadja az első japán törvénykönyvet, az Ómi kódexet.
- Tendzsi császár Abe no Hirafu vezetésével sereget küld Koreába, a sillai-kínai megszállás ellen küzdő pekcseiek megsegítésére.

## Születések
- Tang Zsuj-cung, kínai császár
- Ottilia, elzászi szent

## Halálozások
- Godepert, longobárd király
- Hitvalló Szent Maximosz, bizánci teológus

## Fordítás
- Ez a szócikk részben vagy egészben  a(z)   662 című angol Wikipédia-szócikk ezen változatának fordításán alapul.  Az eredeti cikk szerkesztőit annak laptörténete sorolja fel. Ez a jelzés csupán a megfogalmazás eredetét és a szerzői jogokat jelzi, nem szolgál a cikkben szereplő információk forrásmegjelöléseként.